# Centre public d'action sociale

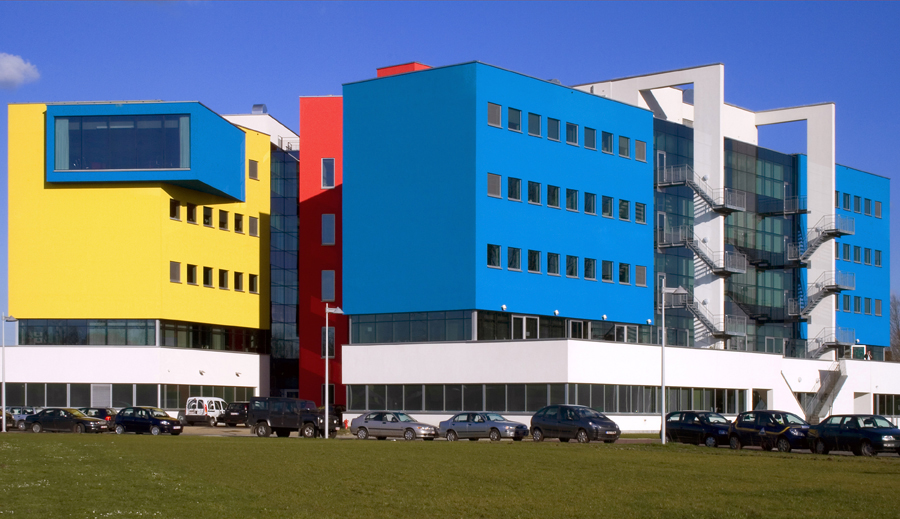
Le CPAS de Bruges.

En Belgique, un Centre public d'action sociale (CPAS) (en néerlandais : Openbaar Centrum voor Maatschappelijk Welzijn ou OCMW, en allemand : Öffentliches Sozialhilfezentrum ou ÖSHZ) est un organisme public qui a pour mission « de permettre à chaque personne d'être en mesure de mener une existence conforme à la dignité humaine ». Les CPAS sont donc chargés de dispenser une aide sociale en faveur de certaines personnes, mais aussi, d'autres mesures spécifiques d'accompagnement et de soutien, d'ordre psychologique, sociale, financière, médicale, administrative, leur sont accordées en vue de leur permettre de se réinsérer dans une vie sociale active.
L'action sociale s'adresse principalement à toute personne exclue du bénéfice des droits de la sécurité sociale. Elle peut s'adresser au centre public d'action sociale de son lieu de résidence en vue de les réacquérir ou pour s'y inscrire. Les allocataires des aides bénéficient le cas échéant du revenu d'intégration, s'ils sont Belges, réfugiés politiques, mineurs belges émancipés. Les centres publics d'action sociale ont pour rôle aussi de les mettre ou de les remettre en situation d'emploi auprès d'employeurs publics ou privés pendant la période de référence nécessaire pour ouvrir le droit à l'obtention des allocations de chômage, à charge de l'Office national de l'emploi.
Pour toutes les autres catégories de la population en difficulté, à l'exception des gens illégaux[pas clair] et des personnes transitaires avec statut touristique, une aide sociale ponctuelle peut être octroyée, le cas échéant.

## Historique
Originellement, l'aide aux pauvres revêt un caractère religieux, et relève quasi-exclusivement du domaine de l'Église.
La première loi communale, en 1836, met en place les bureaux de bienfaisance et les hospices civils, gérés par les communes mais relevant de l'État.
C’est en 1895 que l’État belge met sur pied une commission royale pour la réforme de l’assistance publique. Néanmoins, ce n’est que trente ans plus tard, le 10 mars 1925, qu'est promulguée la loi créant les Commissions d’Assistance Publique. Cette loi assigne pour mission aux CAP « de soulager et de prévenir la misère et d'organiser le service de l'assistance médicale ». 
Durant l’entre-deux-guerres, la Belgique a vu la promulgation des lois sociales sur les pensions de vieillesse, les allocations familiales, les allocations de chômage. Elle a vu également se développer le système des assurances sociales dont l’assurance maladie fait partie.
C’est dans les années 1940-1945 qu’un comité patronat-ouvrier met au point un projet d’accord de solidarité sociale. Ce comité va permettre au législateur d’instaurer, fin de l’année 1944, notre système de sécurité sociale. Ce système rend obligatoire et consacre le droit sans enquête à de multiples avantages afin de parer à l’insécurité sociale.
Avec cette loi, on pensait diminuer l’assistance publique. Mais il s’agissait d’une vision trop optimiste car le système de sécurité sociale ne bénéficiait qu’aux travailleurs. On ne pouvait se passer d’un système d’aide sociale fondé sur la détermination des besoins individuels. 
Si la sécurité sociale se fonde sur des normes générales, l’assistance publique doit envisager chaque demande de façon individuelle, particulière et personnalisée en se limitant à considérer les besoins du demandeur et sa situation concrète.
C’est en 1974 que le législateur a reconnu un montant minimum d’existence. Apparaît ainsi la reconnaissance d’un droit à l’aide sociale (MINIMEX).
En 1976, après cinquante années d'évolution sociale, il s'est avéré que la description des tâches assignées aux CAP était devenue désuète. Sont donc apparus les Centres Publics d’Aide Sociale, qui consacrent le droit à l’aide sociale afin de permettre à chacun de mener une vie conforme à la dignité humaine. Cette loi publiée le 8 juillet 1976 modifia fondamentalement la notion d’aide sociale, notamment en supprimant la notion d’indigence qui conditionnait l’intervention des anciennes Commissions d’Assistance Publique. De 1976 à 2002, ceux-ci furent connus sous l'appellation de Centres Publics d'Aide Sociale. Notons bien que cette loi n'entrera néanmoins réellement en vigueur qu’en 1978, après la fusion des communes.
Avec la révision du MINIMEX en 2002, alors devenu le revenu d'intégration sociale et de ses incidences en matière d'aides, l'appellation de 1976 s'est mutée en Centres Publics d'Action Sociale. Cette loi voit confier au CPAS une mission qui va bien au-delà de l'octroi d'une aide financière. On parle du droit à l'intégration sociale, ce qui signifie une participation de chacun dans la société et qu’il s’agit d’un droit pouvant être recherché de différentes manières. Ainsi, l'objectif de cette loi tend à privilégier dans la mesure du possible l'intégration de la personne par l'emploi car, dans l'optique du législateur, l'accès à un emploi rémunéré reste une des manières les plus sûres d'acquérir son autonomie et de s'intégrer dans la société. Le CPAS n'est plus le dernier rempart contre l'exclusion sociale mais il est devenu un tremplin vers l'intégration sociale. Pour certaines personnes, l'intégration sociale se fera par l’acquisition d'une première expérience professionnelle, pour d’autres, par le suivi d’une formation ou  la participation aux ateliers de socialisation. 
Cependant, un parcours individualisé sera également mis sur pied pour les conduire à cette intégration sociale.

## Organisation et fonctionnement
Le CPAS, ses budgets, ses orientations politiques sont gérés par le Conseil de l'action sociale. Ce Conseil est composé de « conseillers à l'action sociale » élus par le Conseil communal, juste après les élections communales : ces conseillers sont donc des élus au deuxième degré (« mandat dérivé »), sauf dans certaines communes à « facilités linguistiques » où ils sont élus directement. Comme les conseillers communaux, ils sont désignés pour une législature de 6 ans. Leur nombre dépend du nombre d'habitants de la commune. Un certain pourcentage du conseil peut être constitué de conseillers communaux.
Le Conseil de l'aide sociale constitue en son sein un bureau permanent chargé de l'expédition des affaires courantes et élit parmi ses membres un Président. En Wallonie, ce président devient un membre effectif du collège communal avec voix délibérative (sauf lorsque le collège exerce son pouvoir de tutelle sur le CPAS). Il se réunit au moins une fois par mois (ou encore lorsque le Président le juge nécessaire, à la demande du Bourgmestre ou d'un tiers des membres du Conseil de l'aide sociale).

## Objectifs poursuivis
Tout centre public d'action sociale a pour mission de permettre à toute personne de mener une vie conforme à la dignité humaine (article 23 de la Constitution belge).
Son action consiste en deux prestations :
1. Le droit à l'intégration sociale par l'octroi d'un emploi et/ou d'un revenu d'intégration, assorti ou non d'un projet individualisé d'intégration sociale ;
2. L'aide sociale au sens large du terme, soit par : 
  - une aide matérielle (tant financière qu'en nature),
  - un soutien psycho-médico-social (tels que la guidance budgétaire, le conseil juridique, l'accès à la culture, etc.).

Chaque CPAS détermine, après enquête sociale l'aide la plus adéquate à accorder en fonction des besoins insatisfaits à titre personnel et familial. 
Le droit à l'intégration sociale doit être considéré comme un système de sécurité sociale résiduaire.
Il ne s'adresse qu'aux personnes et aux familles dans l'incapacité de se procurer des ressources par d'autres moyens ou exclues du système de sécurité sociale hors les cas d'équité.